# Wolfgang Krüger (Politiker, 1940)
Wolfgang Krüger (* 1940 in Berlin; † 27. März 1995 ebenda) war ein deutscher CDU-Politiker.

## Leben
Wolfgang Krüger wuchs im damaligen eigenständigen Bezirk Kreuzberg auf und absolvierte nach dem Besuch der Volksschule eine Ausbildung zum Buchbinder. Über den 2. Bildungsweg holte er das Abitur nach und studierte anschließend Betriebswirtschaftslehre. Danach war er zunächst als freier Journalist unter anderem beim RIAS tätig, von 1975 bis 1981 arbeitete er als Geschäftsführer eines mittelständischen Unternehmens.
Von 1981 bis 1985 hatte Krüger das Amt des Bezirksstadtrates in Kreuzberg inne, zunächst im Bereich Bau- und Wohnungswesen, später im Wirtschafts- und Finanzressort. Gemeinsam mit Brigitte Grothum, Curth Flatow und Hans Rosenthal gründete er in diesen Jahren den „Verein zur Rettung des Hebbel-Theaters e. V.“. Von Juli 1985 bis April 1989 amtierte Krüger als Kreuzberger Bezirksbürgermeister. Verbunden mit seinem Namen ist in dieser Zeit unter anderem die erste Aufführung der Berliner Jedermann-Festspiele in der Kirche am Südstern unter der Leitung von Brigitte Grothum, die er als Mitbegründer des Vereins „Veranstaltungen in Berlin e. V.“ initiierte.
1989 zog Krüger sich aus der Politik zurück und gründete eine Werbeagentur. Zuletzt war er Vorsitzender des Ausschusses für Kultur und Wissenschaft im „Verein Berliner Kaufleute und Industrieller“.